# Odyssey (Schiff, 1993)
Die Odyssey ist ein Kreuzfahrtschiff, das 1993 in Dienst gestellt und ursprünglich von der Crown Cruise Line als Crown Dynasty betrieben wurde. Bis 2024 fuhr es als Braemar für Fred. Olsen Cruise Lines und führt seit Oktober desselben Jahres unter  Villa Vie Residences eine Weltreise als Privatresidenz durch.

## Geschichte

### Crown Cruise Line

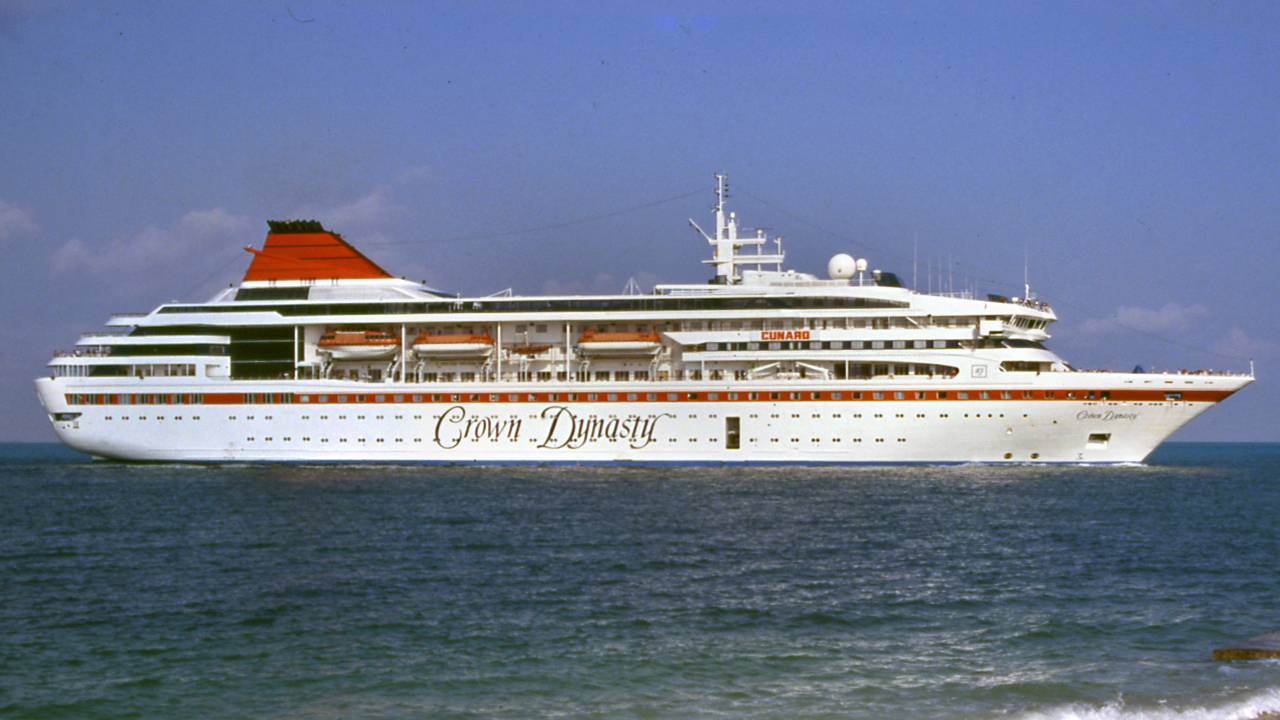
Die Crown Dynasty in Key West (1995)

Das Schiff wurde am 12. Dezember 1989 auf der Union Naval de Levante SA, Valencia in Auftrag gegeben. Die Kiellegung unter der Baunummer 198 fand am 21. März 1991, der Stapellauf am 31. Januar 1992 statt. Durch ein Feuer in den Lagerräumen und die dadurch entstandenen Schäden verzögerte sich die Auslieferung an die Reederei um einige Monate. Am 25. Juni 1993 wurde das Schiff an den neuen Eigentümer, die Crown Cruise Line, Panama, übergeben, welcher es an Cunard vercharterte. Die Crown Dynasty fuhr unter der Flagge von Panama. Am 3. Juli 1993 machte sie in Southampton fest, von wo sie am 7. Juli 1993 die Jungfernfahrt an die Ostküste der Vereinigten Staaten aufnahm.

### Majesty Cruise Line und Norwegian Cruise Line

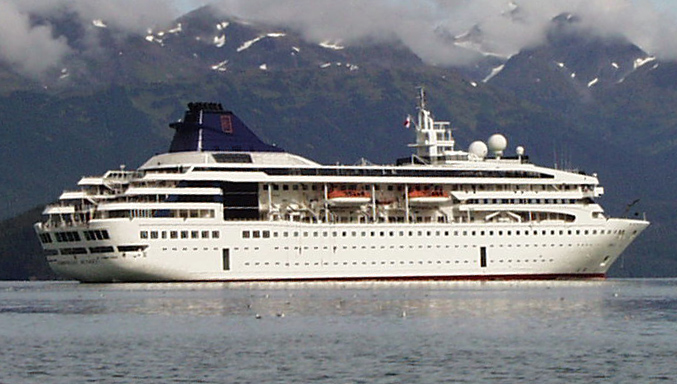
Die Norwegian Dynasty vor Cordova, Alaska (1998)

Im März 1997 charterte die Majesty Cruise Line das Schiff und setzte es unter dem Namen Crown Majesty für ihre Kreuzfahrten ein. Im weiteren Verlauf des Jahres wurde es an die Norwegian Cruise Line verkauft, die es unter dem Namen Norwegian Dynasty einsetzte.

### Commodore Cruise Line
Im Oktober 1999 kaufte die Commodore Cruise Line in Panama das Schiff und gab ihm wieder den früheren Namen Crown Majesty. Am 18. Dezember 1999 starteten die ersten Kreuzfahrten unter dem neuen Betreiber.

### Fred. Olsen Cruise Lines

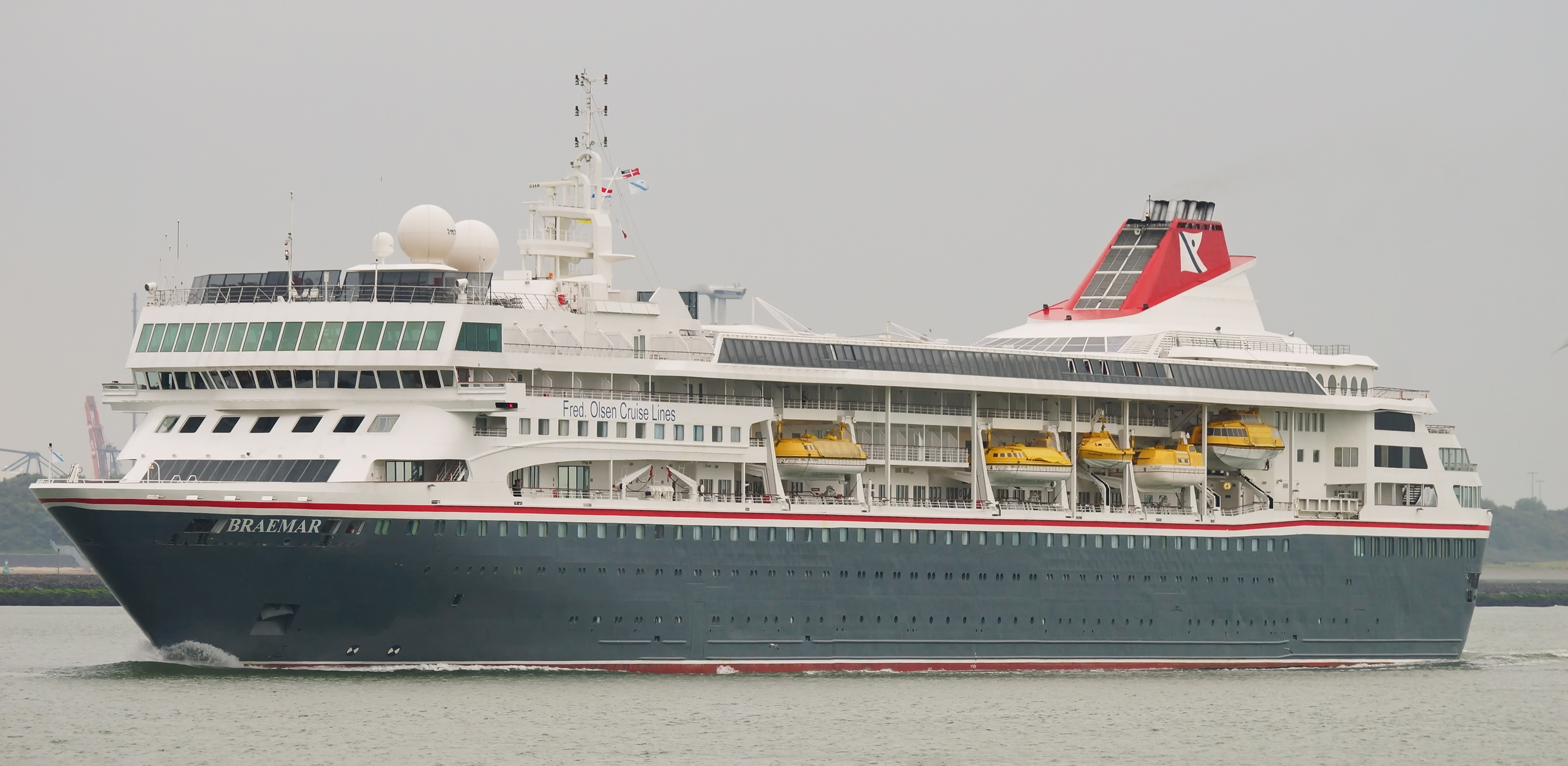
Die Braemar auf dem Nieuwe Waterweg (2017)

Nachdem die Commodore Cruise Line im Februar 2000 zahlungsunfähig wurde, kaufte die Fred. Olsen Cruise Lines das Schiff am 11. Mai 2001 und nannte es in Braemar um. Vom 20. Juni bis 22. Juli 2001 fanden umfangreiche Umbau- und Erneuerungsmaßnahmen bei Blohm + Voss in Hamburg statt. Es wurden u. a. große Teile der Inneneinrichtung mit Hilfe von Designern erneuert. Die erste Kreuzfahrt unter dem neuen Eigner startete am 11. August 2001 von Dover, England.
Im Dezember 2007 begannen die Vorbereitungsarbeiten zur Verlängerung des Schiffes bei Schichau Seebeck Shipyard in Bremerhaven. Am 5. April 2008 wurde es von Bremerhaven zu Blohm + Voss Repair in Hamburg geschleppt, wo es bis Juli 2008 um rund 32 m von 163,81 auf 195,82 m verlängert wurde.
Am 9. Oktober 2019 durchfuhr die Braemar als bis dahin größtes Schiff den Kanal von Korinth.
Im Zuge der COVID-19-Pandemie wurden Mitte März 2020 vier Besatzungsmitglieder und ein Passagier bei einem Aufenthalt in Curacao positiv auf das Virus getestet. Das Schiff ankerte am 14. März vor Freeport auf den Bahamas, dem Flaggenstaat. Treibstoff, Proviant und Medizin wurden ergänzt, aber den Personen an Bord wurde von den Behörden nicht erlaubt, die Braemar zu verlassen. Schließlich erklärte sich Kuba bereit, das Schiff anlegen zu lassen. Von dort wurden die 667 britischen Passagiere in ihre Heimat ausgeflogen.
Die Braemar richtete sich bevorzugt an ältere britische Passagiere als Publikum. Die Bordsprache war Englisch, bezahlt wurde mit britischem Pfund.

### Villa Vie Residences
Im November 2022 wurde bekanntgegeben, dass Fred. Olsen Cruises einen Käufer für das in Rosyth aufgelegte Schiff sucht. Am 13. Dezember 2023 wurde bekannt, dass das Start-Up Villa Vie Residences die Braemar gekauft hat. Nach einem zweimonatigen Werftaufenthalt in Deutschland ab März 2024 sollte sie unter dem Namen Villa Vie Odyssey mit dem Konzept der The World vergleichbare Weltreisen als Privatresidenz durchführen. Nach der Übernahme Anfang März verließ das Schiff Rosyth Ende April 2024 zum Werftaufenthalt bei Harland & Wolff in Belfast, wo es am 28. April ins Trockendock gebracht wurde. Nachdem die Wiederinbetriebnahme des Schiffes ursprünglich für den 15. Mai 2024 angesetzt war, wurde der Termin bei einer Verlängerung des Aufenthalts im Trockendock auf den 30. Mai verschoben. Auch dieser Termin wurde nicht eingehalten, da Anfang Juni Probleme mit einem Grauwassertank und dem Ruderschaft bestanden. Der nun für den 15. Juni angesetzte Start wurde zunächst weiter auf den 21. Juni, dann auf den 20. Juli und dann den 30. Juli verschoben. Während dieser Verzögerungen wurden die Passagiere in Hotels in Belfast untergebracht. Anfang September 2024 begannen die Erprobungsfahrten, jedoch ohne dass das Schiff die notwendige Klasse erhielt. Am 30. September verließ das Schiff schließlich die Werft und nahm die Passagiere am Kreuzfahrtterminal der Stadt an Bord. Nach weiteren kurzfristigen Verzögerungen legte das Schiff schließlich am Nachmittag des 3. Oktober aus Belfast ab, nachdem es von der Zertifizierungsgesellschaft DNV eine vorübergehende Klassifizierung bis Dezember 2024 erhalten hatte.

## Schwesterschiff
Beim Bau der Crown Dynasty gab es bereits ein Schwesterschiff, die Crown Jewel, die 1992 in Dienst gestellt wurde. Diese wurde von 1995 bis 2009 als SuperStar Gemini und seit 2009 als Gemini eingesetzt.